# Garzón (Uruguay)
Garzón ist eine Ortschaft in Uruguay.

## Geographie
Sie befindet sich auf dem Gebiet des Departamento Maldonado in dessen Sektor 7 in der Sierra de Garzón. Garzón liegt etwa 25 Kilometer nordnordöstlich im Hinterland von José Ignacio im Osten des Departamentos. Der östlich am Ort vorbeifließende Arroyo Garzón bildet dort die Grenze zum Nachbardepartamento Rocha. Südlich Garzóns mündet der Arroyo de Pereira in den Arroyo Garzón, nördlich der Arroyo Campamento.

## Geschichte
Durch das Gesetz Nr. 9.587 (Ley 9.587) wurde Garzón am 21. August 1936 als Pueblo eingestuft.

## Infrastruktur
Die stillgelegte Eisenbahnlinie Montevideo - La Paloma führt durch den Ort. Einige Kilometer südlich verläuft die Ruta 9.

## Einwohner
Garzón hatte bei der Volkszählung 2011 198 Einwohner, davon 96 männliche und 102 weibliche.
| Jahr | Einwohner |
| ---- | --------- |
| 1963 | 347       |
| 1975 | 329       |
| 1985 | 408       |
| 1996 | 164       |
| 2004 | 207       |
| 2011 | 198       |

Quelle: Instituto Nacional de Estadística de Uruguay